# Prosopocera multinigromaculata
Prosopocera multinigromaculata là một loài bọ cánh cứng trong họ Cerambycidae.